# Минеева, Людмила Христофоровна
Людмила Христофоровна Минеева (6 сентября 1888, Ярославский уезд, Ярославская губерния, Российская империя — 11 марта 1938, Ярославль, РСФСР, СССР) — деятельница партии социалистов-революционеров.
С 1906 г. занималась активной политической деятельностью в партии социалистов-революционеров в Ярославле. В 1906 году была арестована за хранение нелегальной агитационной литературы и осуждена на 1 год и 4 месяца. Отбывала наказание в ярославской каторжной тюрьме «Коровники».
За принадлежность к ярославской группе партии эсеров значилась в охранной переписке ярославского губернского жандармского управления с 1912 г. Арестовывалась в 1913 г.
В 1917 году была избрана секретарем губкома партии эсеров. Примыкала к правому крылу партии.
В 1918 году отошла от участия в политической жизни.
Была привлечена советскими следственными органами за принадлежность в прошлом к партии эсеров в 1925 г.
Работала делопроизводителем на Ярославском паровозоремонтном заводе. Проживала в Ярославле, улица 2-я Новостройка, 19.
Арестована 29 января 1938 г. Обвинялась в участии в Ярославском восстании 1918 года, в том, что после восстания она укрывала одного из лидеров ярославских эсеров Н. А. Мамырина и помогла ему скрыться из Ярославля. Приговорена тройкой при УНКВД Ярославской области 7 марта 1938 г. к казни. Расстреляна 11 марта 1938 г.
Реабилитирована 17 мая 1989 г.